# Голод (фильм, 2022)
«Го́лод» — российский документальный фильм режиссёра Татьяны Сорокиной, премьера которого состоялась в 2022 году. Рассказывает о голоде в Советской России в начале 1920-х годов и о деятельности ARA. Был снят с российского проката Министерством культуры.

## Сюжет
Картина рассказывает о массовом голоде, охватившем в начале 1920-х годов 35 губерний Советской России с общим населением примерно 90 миллионов человек. Больше всего пострадали Поволжье, Украина, Башкортостан, Казахстан и Западная Сибирь. В фильме рассказывается не только об этом бедствии и его причинах, но и о том, как граждане разных стран старались помочь голодающим.

## Производство и восприятие
Фильм был снят режиссёром Татьяной Сорокиной. Автор идеи — журналист Максим Курников, сценарий написал Александр Архангельский. Бюджет «Голода» составил пять миллионов рублей, собранные за счёт краудфандинга (в общей сложности деньги прислали примерно две тысячи человек). Съёмки проходили в разных городах и сёлах России, а также во Франции, Великобритании и США.
В некоторых регионах съёмочная группа встретилась с препятствиями в работе, они либо не могли договориться об интервью, либо собеседник внезапно отказывался от запланированной встречи.
А затем у авторов фильм начались проблемы с возможностью показать картину зрителям. Закрытая премьера фильма прошла 24 сентября 2022 года в московском кинотеатре «Октябрь», который входит в киносеть «КАРО». Показы фильма для зрителей были запланированы на 15 октября и 28 октября. Однако 14 октября представители компании «КАРО Фильм Менеджмент» отменили показ документальной картины 15 октября, объяснив это неисправностью оборудования. Другие залы авторам фильма «Голод» киносеть не предложила. Как рассказала соавтор картины Татьяна Сорокина, представитель «КАРО» Наталья Агапова порекомендовала ей отменить показ 28 октября и «найти другую площадку для показов своего фильма».
27 октября менеджер киносети подтвердила, что показ можно провести 30 октября. При этом, в официальном ответе на запрос редакции пресс-служба «КАРО» сообщила, что «согласование мероприятия должно быть осуществлено не менее чем за 10 дней, поскольку кинотеатр осуществляет составление сеток расписания заблаговременно». По информации редакции, представители сети «КАРО» не сообщали Татьяне Сорокиной о решении проблемы с неисправностью оборудования и не предлагали восстановить показ 28 октября.
В широкий российский прокат «Голод» должен был выйти в конце 2022 года, но федеральное Министерство культуры отозвало прокатное удостоверение. В официальном уведомлении это объясняется наличием в картине информации, «распространение которой запрещено законодательством РФ» (без уточнений). Позже в ведомстве рассказали о «многочисленных обращениях граждан», в которых фильм назван «неуместным для показа». «Граждане указывают на содержание провокационной и шокирующей аудиовизуальной информации, — заявили в Минкульте. — Всё это, по мнению зрителей, может вызвать острую негативную реакцию в обществе, в связи с чем принято решение об отзыве прокатного удостоверения».
Архангельский связал такое решение министерства с поиском политических высказываний там, где их нет: по его словам, главная идея фильма — «абстрактный гуманизм, что людям надо помогать». Максим Курников выразил уверенность, что «в фильме нет ничего запрещённого. Юридически он безупречен». По мнению Курникова, идея, лежащая в основе фильма, может расходиться с «нынешним нарративом „весь мир против нас“»: «В ленте показано, что страна была спасена не государством, а людьми со всего мира, присылавшими продовольствие или, например, вакцины от тифа».

## Награды
В декабре 2022 года фильм получил ежемесячную журналистскую премию «Редколлегия». В апреле 2023 года получил приз зрителей и специальное упоминание (диплом) жюри программы «АртдокСеть» с формулировкой «за то, что, исследуя тему столетней давности, авторы помогают понять сегодняшний мир и Россию».